# Móra d’Ebre
Móra d’Ebre település Spanyolországban, Tarragona tartományban. Móra d’Ebre Ascó, Garcia, Móra la Nova, Tivissa, Benissanet, Corbera d'Ebre és La Fatarella községekkel határos. Lakosainak száma 5726 fő (2024).

## Népesség
A település népessége az elmúlt években az alábbi módon változott:
| Lakosok száma | 489  | 4065 | 3059 | 3756 | 4250 | 5012 | 5795 | 5578 | 5690 | 5726 |
|               | 1717 | 1900 | 1940 | 1960 | 1986 | 2005 | 2010 | 2014 | 2019 | 2024 |